# Vaishali

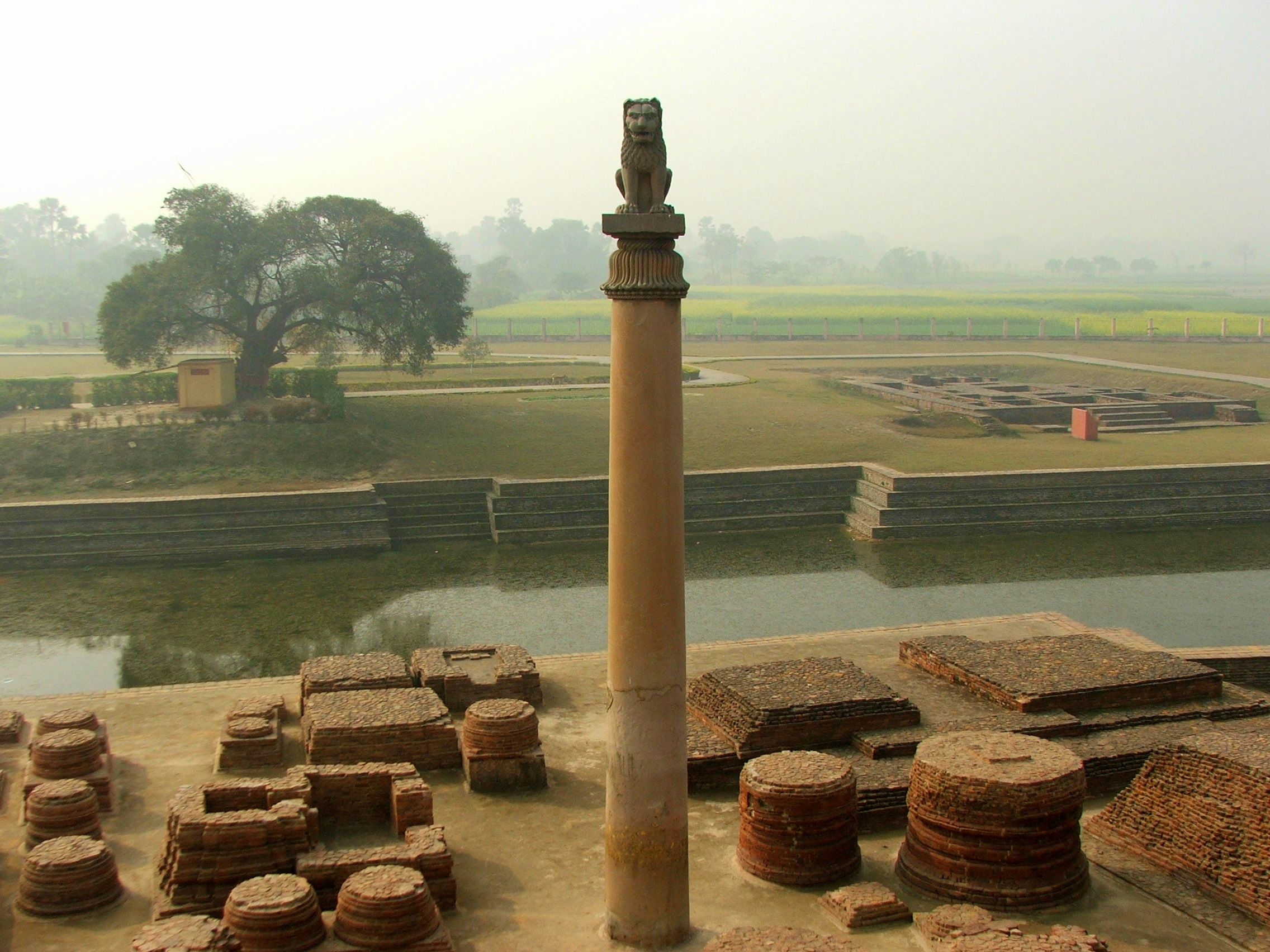
Vaishali.

Vaishali var en stad i antikens Indien, idag en arkeologisk lokal i delstaten Bihar. Eftersom staden besöktes av Mahavira och Siddharta Gautama är den betydelsefull för jainismen och buddhismen. Den är ett tentativt världsarv.